# Mšeno
Mšeno – miasto w Czechach, w kraju środkowoczeskim.
Według danych z 1 stycznia 2024, liczba mieszkańców miasta wynosi 1403 osoby (1073. miejsce w kraju wśród miejscowości; 550. miejsce wśród miast).
W Mšenie urodził się polski pianista Wojciech Żywny.
W mieście znajduje się stacja kolejowa Mšeno

## Demografia
| Rok             | 1970  | 1980  | 1991  | 2001  | 2003  | 2008  | 2016  | 2024  |
| --------------- | ----- | ----- | ----- | ----- | ----- | ----- | ----- | ----- |
| Liczba ludności | 1 763 | 1 651 | 1 434 | 1 409 | 1 417 | 1 487 | 1 422 | 1 403 |

Źródło: Czeski Urząd Statystyczny